# Antun Labak
Antun Labak (Josipovac, 1970. július 14. –) horvát labdarúgó, 2007 óta az NK NAŠK csatára.